# Тетрапероксониобат калия
Тетрапероксониобат калия — неорганическое соединение,
соль калия с формулой K3Nb(O2)4,
бесцветные (белые) кристаллы,
растворяется в воде,
образует кристаллогидраты.

## Получение
- Действие охлаждённого раствора перекиси водорода на раствор ниобат калия в щелочной среде:

{\displaystyle {\mathsf {KNbO_{3}+4H_{2}O_{2}+2KOH\ {\xrightarrow {0^{o}C}}\ K_{3}Nb(O_{2})_{4}+5H_{2}O}}}

## Физические свойства
Тетрапероксониобат калия образует бесцветные (белые) кристаллы
тетрагональной сингонии,
пространственная группа I 42m,
параметры ячейки a = 0,678 нм, c = 0,786 нм, Z = 2.
Хорошо растворяется в воде,
не растворяется в этаноле и эфире.
Образует кристаллогидраты состава K3Nb(O2)4•n H2O, где n = 0÷3.